# Khu bảo tồn thiên nhiên Błyszcz
Khu bảo tồn thiên nhiên Błyszcz là khu bảo tồn thiên nhiên rừng ở xã Kunice, quận Legnica, tỉnh Dolnośląskie, nằm phía Tây Nam của Ba Lan. Khu bảo tồn này được bao phủ bởi một khu rừng tự nhiên nhỏ, thuộc rừng Legnicka trước kia.

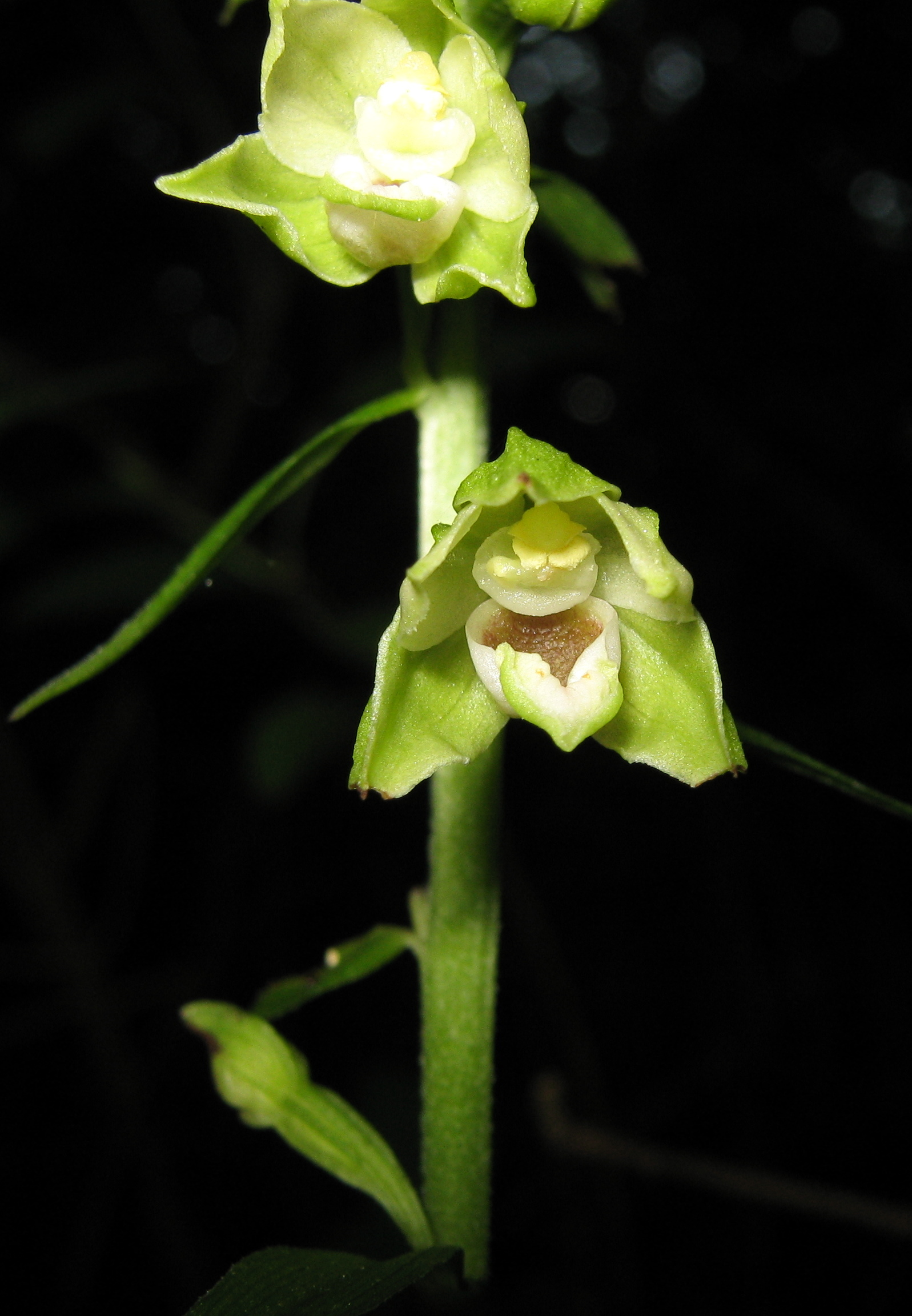
Hoa lan Kruszchot połabski (Epipactis albensis) trong khu bảo tồn

## Lịch sử
Khu bảo tồn được phê duyệt theo Quyết định của tỉnh Dolnośląskie vào ngày 5 tháng 1 năm 2001, trong Quyết định đã công nhận khu bảo tồn thiên nhiên Błyszcz có diện tích 49,66 ha rừng và 4,80 ha đồng cỏ, tổng cộng 54,46 ha, cách khoảng 1,2 km về phía bắc tính từ rìa khu bảo tồn với làng Pątnów Legnicki.

## Mục đích thành lập khu bảo tồn
Mục đích chính của khu bảo tồn thiên nhiên Błyszcz là nhằm bảo vệ, lưu giữ và bảo tồn khu hệ thực vật, hệ động vật phong phú và độc đáo trong khu vườn này. Đồng thời là nơi để học tập, tham quan, cũng như nghiên cứu của các nhà khoa học trong và ngoài nước. Trong các loài được bảo vệ, phải kể đến loài hoa lan Kruszchot połabski (Epipactis albensis) quý hiếm, chúng là 1 trong 13 loài thực vật được bảo vệ nghiêm ngặt trong khu bảo tồn. Ngoài ra, đây là còn nơi sinh sống của nhiều loài chim quý hiếm ở Ba Lan, đã có 33 loài chim được ghi nhận ở khu bảo tồn này, trong đó có các loài đáng chú ý như Chim gõ kiến đốm giữa (Dendrocopus medius), Chim gõ kiến đen (Dryocopus martius), Cú mèo Á - Âu (Strix aluco)...

## Mô tả
Chiếm diện tích lớn của khu bảo tồn là rừng sồi Châu Âu (Galio-Carpinetum betuli), và khu rừng ẩm ướt ven sông (tên phức hợp khoa học là Fraxino-Alnetum), ngoài ra hệ sinh thái đồng cỏ cũng chiếm một phần không nhỏ (phần lớn thuộc học Molinia). Trong khu bảo tồn có một dòng suối nhỏ chảy qua, điều này càng làm cho hệ sinh thái của khu bảo tồn thêm phong phú và đa dạng.